# محمد علم ایزدیار
محمد علم ایزدیار (زادهٔ ۱۳۴۲ ه‍. ش، قریه پارنده، ناحیه بازارک، ولایت پنجشیر) سیاست‌مدار اهل افغانستان است.

## سابقه کاری
معلم و سرمعلم مکتب در پارنده پنجشیر(۱۳۶۱و۱۳۶۲)، مدیرمسوول روزنامه صبح پیروزی(۱۳۶۸و۱۳۶۹)، معاون نمایشگاه جهاد(۱۳۶۹)، آمر مجتمع تربیتی البیرونی در پشاور پاکستان (۱۳۶۹–۱۳۷۱)، رئیس اخبار خارجی آژانس اطلاعاتی باختر(۱۳۷۱–۱۳۷۲)، معاون خارجی ریاست عمومی آژانس اطلاعاتی باختر(۱۳۷۲–۱۳۷۵)، رئیس اطلاعات وفرهنگ ولایت پروان(۱۳۷۶–۱۳۷۹)، معاون خبرگزاری آریا پرس(۱۳۷۹) دوشنبه تاجکستان، مؤسس و رئیس رادیو صدای صلح(۱۳۸۰)، رئیس رادیو افغانستان (۱۳۸۱)، معاون ریاست عمومی رادیوتلویزیون ملی افغانستان (۱۳۸۱–۱۳۸۳)، معاون افغان اعلانات(۱۳۸۴)، رئیس اطلاعات وفرهنگ ولایت پنجشیر(۱۳۸۴–۱۳۸۵، وکیل مردم پنجشیر در لویه جرگه اضطراری (۱۳۸۱)، سناتور ولایت پنجشیر و رئیس کمیسیون اموربین‌المللی مجلس سنا دردوره پانزدهم (۱۳۸۵–۱۳۸۹)، نایب دوم مجلس سنا (۱۳۸۹)، نایب اول مجلس سنا(۱۳۹۰–۱۳۹۸)